# Vok I. z Holštejna
Vok I. z Holštejna byl moravský šlechtic, zakladatel rodu pánů z Holštejna.
Vok I. pocházel z rodu Hrutoviců, který měl sídlo na Huzové. Z tohoto rodu vznikly dvě větve, jedna z nich je sovinecká, která založila rod pánů ze Sovince a postavila hrad Sovinec, člen druhé větve Vok založil větev holštejnskou, když někdy ve 20. letech 14. století koupil Holštejn. Hrad po smrti posledního příslušníka rodů pánů erbu beranních rohů Hartmana připadl odúmrtí králi a ten ho vyměnil s pány z Lipé za jiný majetek. Čeněk z Lipé ho pak prodal právě Vokovi.
Vok I. z Holštejna se poprvé uvádí roku 1321 v souvislosti s úmrtím jeho matky, která byla pochována v minoritském klášteře v Brně. První přímá písemná zmínka o Vokovi z Holštejna pochází z roku 1334, kdy přiložil svoji pečeť jako svědek. Roku 1342 vystupoval Vok jako svědek na listině moravského markraběte a budoucího českého krále Karla IV. Vok I. z Holštejna se mnohokrát objevil ve svědečných řadách listin týkajících se ženského benediktinského kláštera v Pustiměři. Zdá se, že Vok byl ve službách zakladatele pustiměřského kláštera Jana Volka, protože s ním často zajížděl do Prahy. Teprve v roce 1349, krátce po otevření zemských desk, byl proveden faktický zápis o koupi hradu Holštejna a holštejnského panství od Čeňka z Lipé.
Vok I. z Holštejna nakupoval i další statky na Moravě, jednak různé vesnice, ale i hrady. Do Vokova majetku patřil dům v Brně, který ležel na místě současného Zemského muzea. Dále vlastnil tvrz v Jedovnicích, koupil hrad Vartnov, hrad Rabštejn a tvrz Zdounky. Vok velice často vystupoval jako svědek na různých listinách, a to na významných čelních místech. Účastnil se i zasedání zemského soudu. Poslední zmínka o Vokovi pochází z roku 1358. Někdy krátce na to zemřel. Zanechal po sobě pět synů a čtyři dcery.

## Rodokmen
Vok I. z Holštejna
- Pavel ze Zdounek a Týnce (1358-1375)
  - Vilém z Týnce (1376-1378)

- Vok II. z Holštejna (1361-1384)
  - Vok III. z Holštejna (1384-1407)
    - Vok IV. z Holštejna (1394-1420)
      - Vok V. z Holštejna (1420-1466)
      - Jan (1412-1421)
      - Zuzana (1436-1459)

    - Ondřej z Holštejna (1402-1414)
    - Jiří z Holštejna a Jedovnic (1414-1436)
    - Markéta (1408-1416) - manžel Jan Hlaváč z Ronova
    - Anna (1409-1436) - mniška kláštera Králové
    - Anežka (1417-1437) - 1. manžel Albrecht z Lesnice, 2. manžel Jan Tunkl z Drahanovic

- Půta z Holštejna a Zdounek (1358-1380)
  - Eliška (1379-1385)

- Ješek Kropáč z Holštejna (1366-1381)
  - Štěpán Kropáč z Holštejna (1407-1420)
    - Jan Kropáč (1447-1464)

- Štěpán z Holštejna a Vartnova (1366-1417)
  - Štěpán ze Zdounek a Cimburku (1411-1449)
    - Žofie (1459-1492) - manžel Jaroslav z Lomnice
    - Zuzana (1463-1481) - manžel Jan z Kralic
    - Eliška (1464-1490) - 1. manžel Jan ze Zátoru, 2. manžel Jan z Kralic
    - Jitka (1464-1480) - manžel Markvart z Lomnice

  - Anna (1437)

- Eliška (1358) - manžel Pavel ze Strání
- Dorota (1360) - manžel Reiwald
- Adleta (1364) - manžel Frank z Pomněnic
- Anna (1371 - manžel Svadiger Haukvic

nezařazen: Mikuláš Ruda z Holštejna (1436-1441) - pravděpodobně syn Ondřeje z Holštejna nebo Jiřího z Jedovnic nebo Ješka Kropáče